# 이해원 (1878년)
이해원(李海元, 1878년 - 1946년)은 대한제국의 무신으로 원수부 국장(元帥府 局長) 및 육군보병부령(陸軍步兵副領) 등을 역임하였다.

## 생애
대한제국의 무신으로 본관은 전주, 휘는 해원(海元)이다. 덕흥대원군 14대손이며, 충정공 이홍술(李弘述)의 9대손이다. 증조는 병마절도사(兵馬節度使) 이습(李熠)이며, 조는 형조판서(刑曺判書) 이재봉(李載鳳)이다. 아버지는 가선대부(嘉善大夫) 부사(府使) 이창용(李昌鎔)이다.
부인은 음령(蔭令) 거창인(居昌人) 신재범(愼在範)의 딸로 정부인(貞夫人) 거창신씨(居昌愼氏)이다.
부사 창용의 아들로 1878년 12월 15일 탄생하였다. 1898년 육군보병참위(陸軍步兵參尉)로 친위2대대부(親衛二大隊附)에 임명되고, 이해 12월 12일 6품(六品)에 승진되었다. 1899년 원수부 검사국원(元帥府 檢査局員)을 거쳐 이해 11월 8일 부위(副尉)에 승진되었다.
1900년(광무 4) 육군보병부위(陸軍步兵副尉)에 임명되고, 이해 5월 17일 칙령(勅令)을 내렸는데도 잊고서 전하지 않아 명령을 집행하지 못하게 되었다고 하여 우선 면직시키고 5년 동안 귀양 보내라하여 군부(軍部)에서 배소(配所)를 고군산(古羣山)으로 정하여 정배되었다. 이해 6월 16일 고군산(古羣山)에 유배 죄인(流配罪人) 전 검사총장(檢査摠長) 조동윤(趙東潤)과 석방하라고 명하였고, 이해 7월 31일 특별히 징계를 면제해주라고 명하였다. 이해 9월 21일 시위 제1연대 제3대대부(侍衛第一聯隊第三大隊附) 육군부위에 제수되고, 이해 11월 12일 원수부 군무국원(元帥府 軍務局員)에 임용되었다.
1901년(광무 5) 육군보병정위(陸軍步兵正尉)를 거쳐 이해 9월 11일 정3품(正三品) 진연시시배위(進宴時侍陪衛)가 되었다.
1903년 특파검사관(特派檢査官)이 되고, 1904년 육군보병참령(陸軍步兵參領)에 승진되고, 이해 9월 29일 배종무관(陪從武官)에 임명되었다.
1905년 종2품(從二品) 인산시신련배위(因山時神輦陪衛)가 되었다.
1906년 특별히 5등에 서훈되어 팔괘장(特敍勳五等八卦章)을 하사받고, 이해 10월 18일 육군보병부령(陞陸軍步兵副領)에 승진되었다.
1907년 가의대부(嘉義大夫) 책비봉영시배위(冊妃奉迎時陪衛)가 되었고, 종2품(從二品) 가의대부(嘉義大夫) 육군보병부령(陸軍步兵副領) 전 배종무관부무관(陪從武官府武官)을 지냈으며, 한성(漢城) 남서(南署) 훈도방(薰陶坊) 박정계(朴井契) 염정동(鹽井洞) 제40통(第四十統) 제2호(第二戶)에서 살았다.
1946년 11월 19일 향년 69세로 별세하였다.

## 가족관계
- 아버지: 이창용(李昌鎔).
- 부인: 정부인(貞夫人) 거창신씨(居昌愼氏, 1876년 - 1912년), 음령(蔭令) 거창인(居昌人) 신재범(愼在範)의 딸.

## 참고 자료
- 조선왕조실록(고종실록)
- 대한제국관원이력서-이해원